# Saint Louis Cardinals
El Saint Louis Cardinals és un club professional de beisbol estatunidenc de la ciutat de Saint Louis que disputa la MLB.

## Palmarès
- Campionat de l'American Association (4): 1888, 1887, 1886, 1885
- Campionats de la MLB (10): 2006, 1982, 1967, 1964, 1946, 1944, 1942, 1934, 1931, 1926
- Campionats de la Lliga Nacional (17): 2006, 2004, 1987, 1985, 1982, 1968, 1967, 1964, 1946, 1944, 1943, 1942, 1934, 1931, 1930, 1928, 1926
- Campionats de la Divisió Est (3): 1987, 1985, 1982
- Campionats de la Divisió Central (7): 2006, 2005, 2004, 2002, 2001, 2000, 1996

## Evolució de la franquícia
- St. Louis Cardinals (1900–present)
- St. Louis Perfectos (1899)
- St. Louis Brown Stockings/Browns (1882-1898)

## Colors
Vermell, blau marí i blanc.

## Estadis
- Busch Stadium (III) (2006-present)
- Busch Stadium (II) (1966-2005)
  - aka Busch Memorial Stadium (1966-1982)
- Sportsman's Park (III) (1920-1966)
  - aka Busch Stadium (I) (1953-1966)
- Robison Field (1893-1920)
  - aka Cardinal Field (1917-1920)
  - aka League Park (1899-1911)
  - aka Sportsman's Park (II) (1893-1899)
- Sportsman's Park (1882-1892)

## Números retirats
- Ozzie Smith 1
- Red Schoendienst 2
- Stan Musial 6
- Enos Slaughter 9
- Ken Boyer 14
- Dizzy Dean 17
- Lou Brock 20
- Bruce Sutter 42
- Jackie Robinson 42
- Bob Gibson 45
- Gussie Busch 85